# Юрьевка (Чувашия)
Ю́рьевка (чув. Юрьевка) — деревня в Мариинско-Посадском муниципальном округе Чувашской Республики России. С 2004 по 2022 гг входила в состав Сутчевского сельского поселения.

## География
Деревня находится в северо-восточной части Чувашии, в пределах Чувашского плато, в зоне хвойно-широколиственных лесов, на левом берегу реки Сундырки, на расстоянии примерно 3 километров (по прямой) к юго-востоку от города Мариинский Посад, административного центра района. Абсолютная высота — 126 метров над уровнем моря.

### Часовой пояс
Деревня Юрьевка, как и вся Чувашия, находится в часовой зоне МСК (московское время). Смещение применяемого времени относительно UTC составляет +3:00.

## Население
| 2010 | 2012 |
| ---- | ---- |
| 26   | ↗32  |

### Половой состав
По данным Всероссийской переписи населения 2010 года в гендерной структуре населения мужчины составляли 46,2 %, женщины — соответственно 53,8 %.

### Национальный состав
Согласно результатам переписи 2002 года, в национальной структуре населения чуваши составляли 100 % из 26 чел.